# Synagoga w Belgradzie
Synagoga w Belgradzie (serb. Београдска Синагога / Beogradska Sinagoga) – synagoga znajdująca się w centrum Belgradu, stolicy Serbii, przy ulicy Maršala Birjuzova, dawniej zwanej Kosmajską.
Poprzednia synagoga z XIX wieku, która znajdowała się w pobliżu obecnej została zburzona, gdyż przeszkadzała w rozbudowie miasta. Kamień węgielny pod budowę obecnej został położony 15 czerwca 1924 roku. W jego wnętrzu znajdował się dokument w językach hebrajskim i serbskim,  podpisany przez króla Aleksandra I Karadziordziewicia i królową Marię Hohenzollern-Sigmaringen. Budowę neoklasycystycznego gmachu zakończono 1 listopada 1925 roku. Następnie trwały prace we wnętrzu. Latem 1926 roku synagogę uroczyście otworzył rabin Šlang.
Budynek wzniesiono na gruncie zakupionym przez wspólnotę Żydów aszkenazyjskich w Belgradzie. Oprócz synagogi znajdowały się w nim mykwa, Szkoła, biura i mieszkania dla pracowników gminy. Synagoga jest dziś znana jako „Świątynia Kosmajska” od przedwojennej nazwy ulicy, przy której stoi. Obecnie jest jedyną czynną synagogą w mieście.
Dawniej służyła Żydom aszkenazyjskim posługującym się językiem jidysz. Dziś modlą się w niej również Żydzi sefardyjscy. Budynek synagogi jest centrum religijnym, kulturalnym i społecznym miejscowej wspólnoty żydowskiej. Działa w nim także przedszkole. W 1990 roku wnętrze zostało częściowo wyremontowane.
Synagoga „Sukkat Shalom” została uznana za zabytek kultury w kwietniu 2013 r.